# Рюгге (Германия)
Рюгге (нем. Rügge) — община в Германии, в земле Шлезвиг-Гольштейн. 
Входит в состав района Шлезвиг-Фленсбург. Подчиняется управлению Зюдербраруп.  Население составляет 234 человека (на 31 декабря 2010 года). Занимает площадь 6,02 км².